# Capilla del Monte
Capilla del Monte é um município da província de Córdova, na Argentina.